# Barna von Sartory

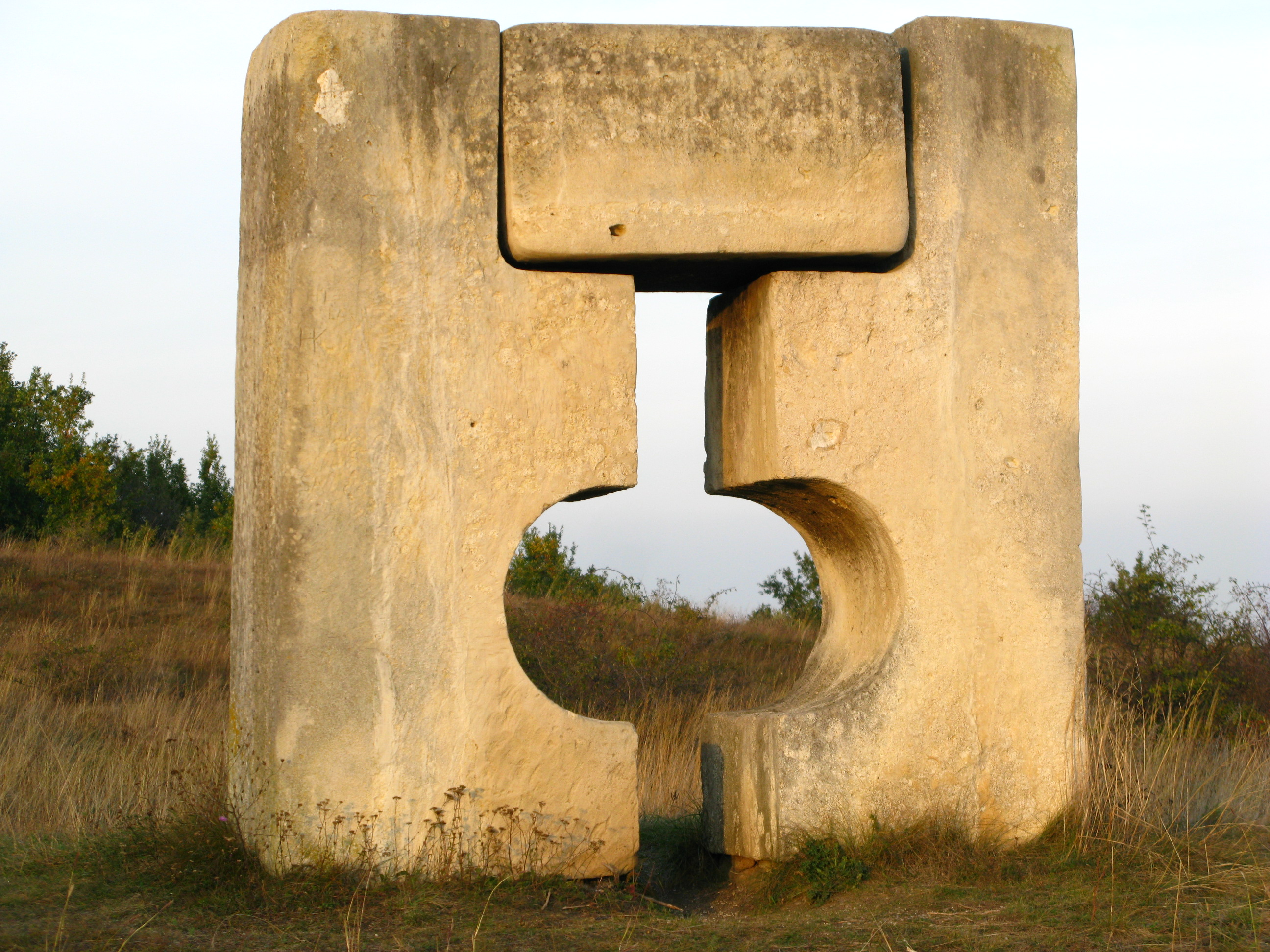
Skulptur Römersteinbruch in St. Margarethen im Burgenland, 1963

Barna von Sartory (* 27. Februar 1927 in Pécs; † 26. August 2000 in Berlin-Charlottenburg) war ein ungarischer Bildhauer, Architekt und Autor, der in Berlin und Wien lebte und arbeitete.

## Leben und Werk
In Ungarn studierte vor Sartory das Fach Architektur und brachte es dort zu einem Abschluss. 1956 zog er nach Wien und studierte dort bis 1961 Bildhauerei an der Akademie für angewandte Kunst. Ein Lehrer von ihm dort war Hans Knesl. Gemeinsam mit dem Architekten Georg Kohlmaier entwarf von Sartory zunächst visionäre Projekte, für die es keine Auftraggeber oder Verwirklichungspläne gab. Die frühen Arbeiten von Kohlmaier und Sartory sind vergleichbar mit den konzeptuellen Entwürfen der Haus-Rucker-Co oder Coop Himmelb(l)au. Bekannte Entwürfe aus dieser Zeit sind aufgeständerte Fahrsteige als Nahverkehrssystem für Berlin oder die sogenannten Rucksack-Toiletten  als Sanierungskonzept für Altbauten mit schlechter sanitärer Ausstattung. 1970 veröffentlichten von Sartory und Kohlmaier die fahrenden Gehsteige in dem Buch Integrierte Transportsysteme für den Personennahverkehr.

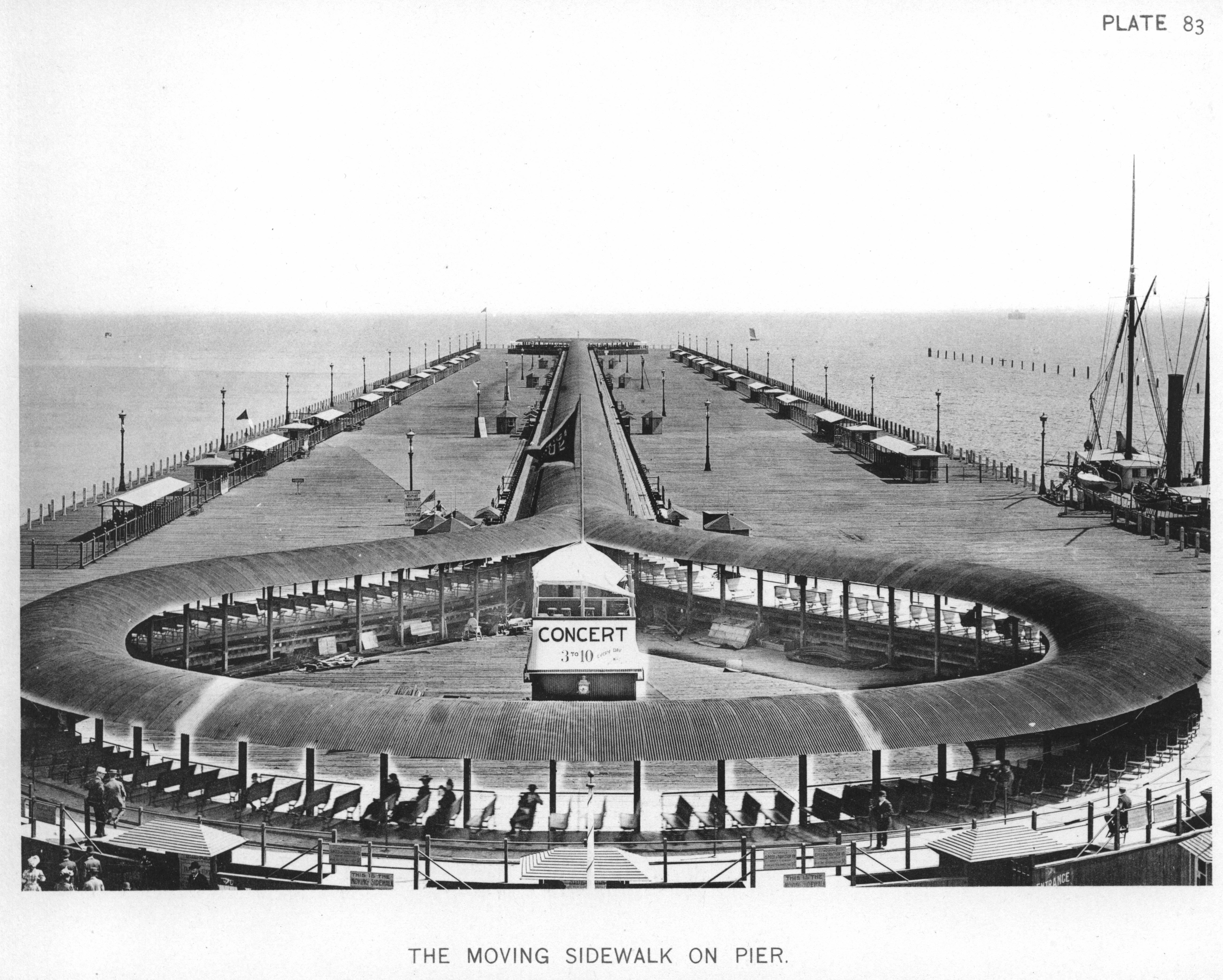
Fahrsteig im 19. Jahrhundert als Vorbild für den Integrierte Transportsysteme-Entwurf von Kohlmaier und von Sartory

Während von Sartory an diesen künstlerischen Architekturentwürfen arbeitete, belegten er und Kohlmaier 1967 den zweiten Platz beim städtebaulichen Wettbewerb zur Erweiterung des TU-Campus in Berlin-Charlottenburg. Keiner der prämierten Entwürfe wurde ausgeführt. Stattdessen entschied man sich 1968, Direktaufträge für einzelne Institutsbauten zu vergeben. Daraus ergab sich für von Sartory und Kohlmaier der größte Auftrag ihrer gemeinsamen Zusammenarbeit. Sie planten und bauten das Mathematikgebäude der Technischen Universität an der Straße des 17. Juni. Planung und Bau dieses Gebäudes dauerten von 1973 bis 1981. Das Mathematikgebäude der TU-Berlin ist ein frühes Beispiel für eine großmaßstäbliche Solararchitektur. Es stellt einen Mix aus High-Tech-, Öko-, Pop-Art-Architektur und Brutalismus dar – abgesehen vom Glas sind vor allem rohe und raue Materialien zu sehen. 1981 veröffentlichte von Sartory gemeinsam mit Kohlmaier das Buch Das Glashaus. Ein Bautypus des 19. Jahrhunderts. Das Buch wurde ins Englische übersetzt und dort 1986 von MIT Press herausgebracht. Der Verlag Prestel veröffentlichte eine deutsche Sonderausgabe 1996. 

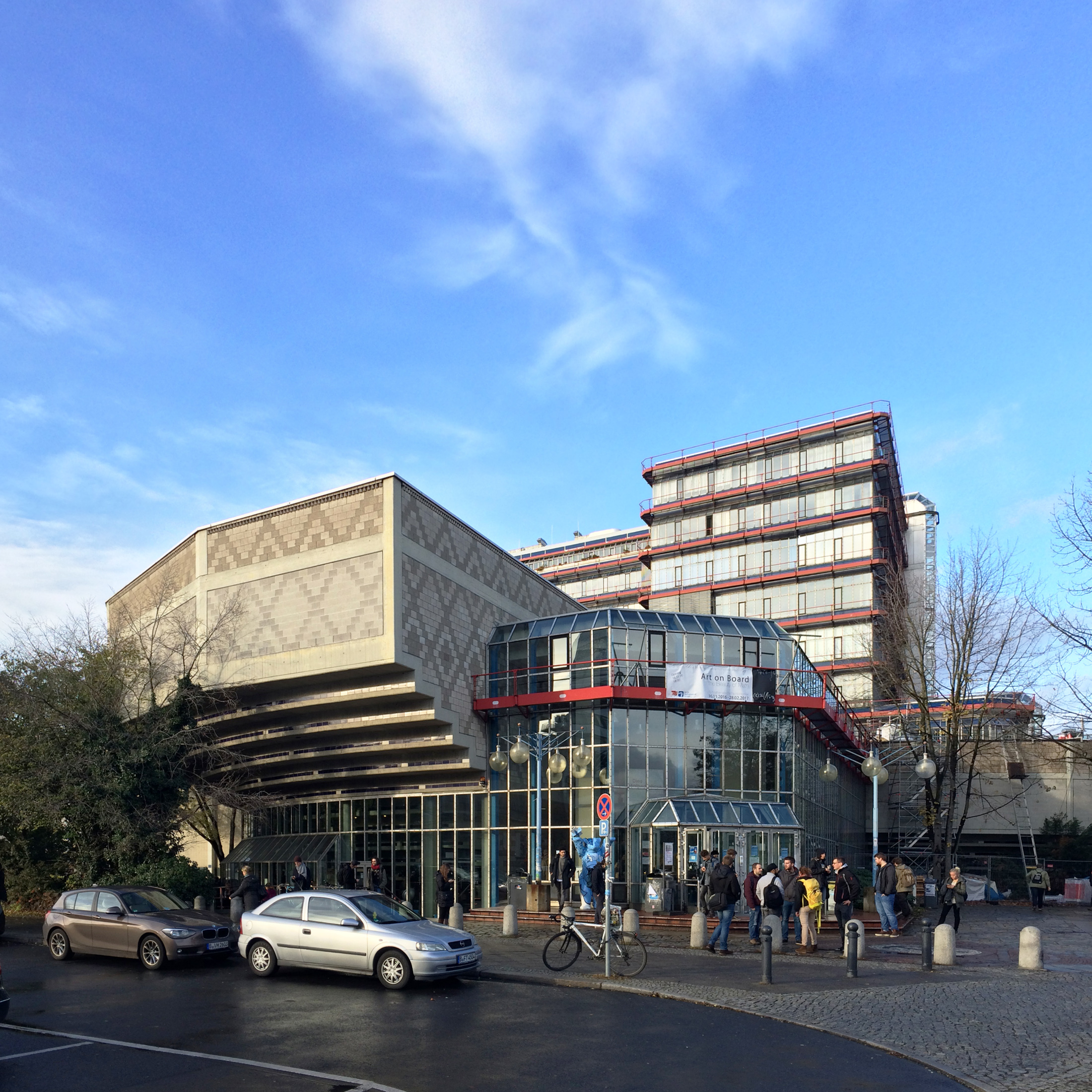
Mathematikgebäude der TU Berlin

Barna von Sartory promovierte 1979 im Fach Architektur an der Universität Dortmund mit einer Arbeit über schalenartige Konstruktionen aus Eisen und Glas im 19. Jahrhundert. Betreuer der Arbeit war der Architekt Josef Paul Kleihues. Ein weiteres Gebäude nach dem Entwurf von Sartorys steht in Bremen. Das Wohnhaus entstand 1974 und wurde mit dem Alphastadt-Bausystem errichtet. Für die Konstruktion war der renommierte Bauingenieur Stefan Polónyi verantwortlich. Im Rahmen der Internationalen Bauausstellung 1987 IBA Berlin realisierten von Sartory und Kohlmaier ein großes Mehrfamilienwohnhaus am Hafenplatz in Berlin-Kreuzberg. 

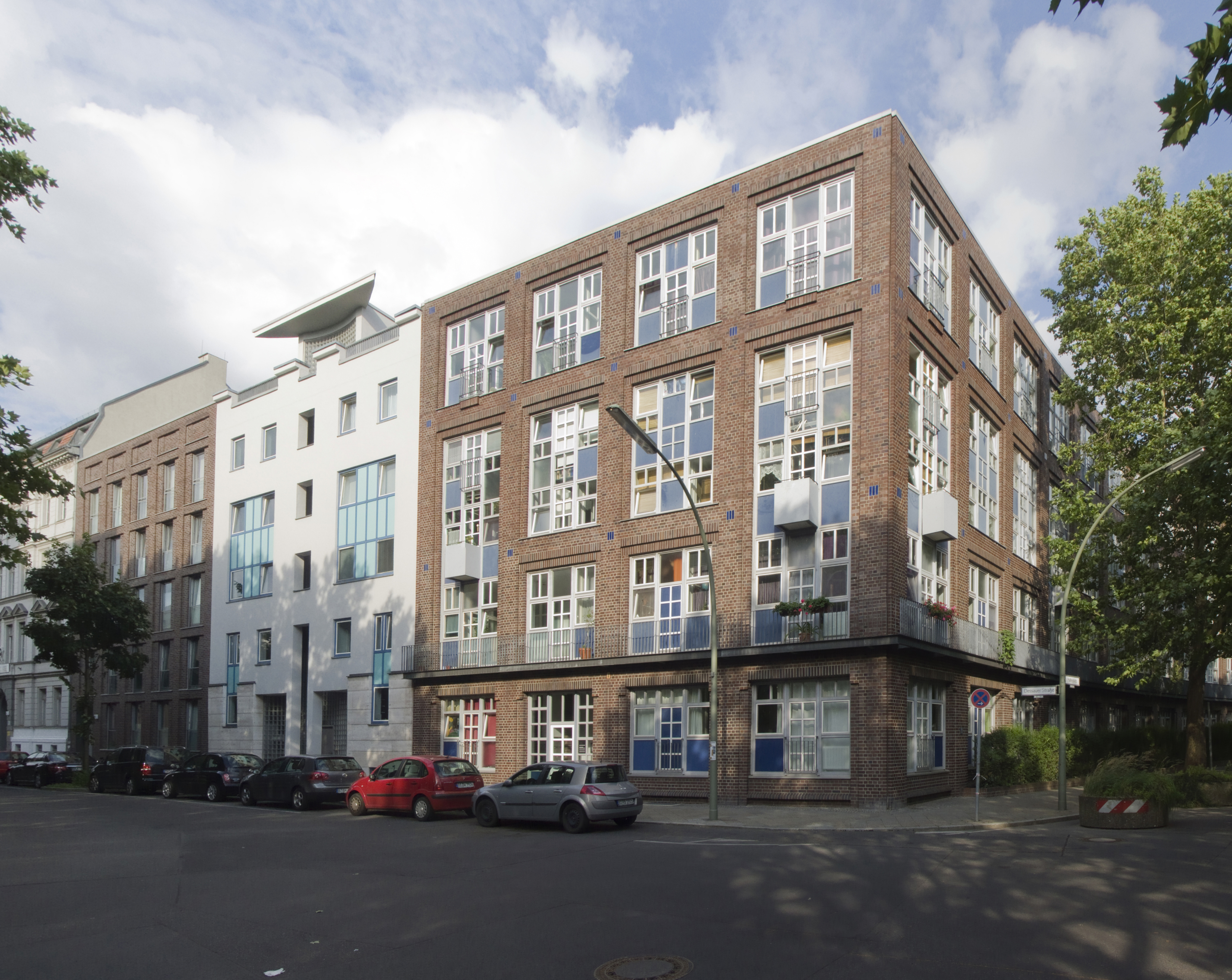
Wohnanlage am Mendelssohn-Bartholdy-Park, 1987–1990, der Bauteil von Sartory/Kohlmaier ist das Eckhaus zum Hafenplatz

Parallel zu seiner Arbeit als Architekt war von Sartory als Bildhauer tätig. Er erschuf zahlreiche große Plastiken aus Metall, Stein und Beton. Die abstrakten Arbeiten wurden oft im öffentlichen Raum aufgestellt. So zum Beispiel 1963 beim Symposion Europäischer Bildhauer  in Sankt Margarethen im Burgenland (Naturstein), 1969 die Brunnenanlage im Hof der Pädagogischen Akademie Graz-Eggenberg (Beton) oder 1971 die Plastik zum Durchschreiten in Nürnberg (Metall). Weitere Arbeiten in Berlin sind folgende: Denkmal für den Stahlarbeitermarsch am 17. Juni, Berliner Straße in Reinickendorf (1963), Brunnen im Innenhof des Gemeinschaftshauses Gropiusstadt (1973), Stahlplastik Die Gemeinschaft Wesendorfer Straße/Senftenberger Ring, Märkisches Viertel, Stufenpyramide vor der Paul-Simmel-Grundschule in der Felixstraße Berlin-Tempelhof sowie eine Stahl-Marmor-Skulptur in der Lippstädter Straße in Lichterfelde (1980).
Kurz vor seinem Tod im Jahr 2000 richtete er in Grimme bei Brüssow in der Uckermark den Kunsthof Barna von Sartory ein, der heute von Elisabeth von Sartory verwaltet wird.

## Publikationen
- mit Georg Kohlmaier: Integrierte Transportsysteme für den Personennahverkehr, Berlin: Senator für Bau- und Wohnungswesen 1970
- Dissertation: Schalenartige Konstruktionen aus Eisen und Glas im 19. Jahrhundert, Dortmund: Universität Hochschulschrift 1980
- mit Georg Kohlmaier: Das Glashaus – ein Bautypus des 19. Jahrhunderts, München: Prestel 1981
- mit Georg Kohlmaier: Bürohaus und Ökologie – am Beispiel des Neubaues der Mathematik der Technischen Universität Berlin, Berlin: Hildebrand 1984, ISBN 3-923164-05-X
- Sartory – Säulenraum in der Galerie Friedrich, Köln: Galerie Friedrich 1987
- Wohnung als lichte Werkstatt – ein IBA-Wohnungsbau in Berlin Felix-Mendelsohn-Bartholdy-Park, selbst verlegt 1990